# Somervell megye
Somervell megye az Amerikai Egyesült Államokban, azon belül Texas államban található. Megyeszékhelye és legnagyobb városa Glen Rose. Lakosainak száma 9205 fő (2020. április 1.). Somervell megye Bosque, Erath, Johnson és Hood megyékkel határos.

## Népesség
A megye népességének változása:
| Lakosok száma | 8510 | 8478 | 8624 | 8658 | 8739 | 9205 |
|               | 2010 | 2011 | 2012 | 2013 | 2015 | 2020 |